# Pilikwe
Pilikwe is een dorp in het district Central in Botswana. De plaats telt 1282 inwoners (2011).